# (49699) Hidetakasato
(49699) Hidetakasato est un astéroïde de la ceinture principale.

## Description
(49699) Hidetakasato est un astéroïde de la ceinture principale. Il fut découvert le 3 novembre 1999 à Yatsuka (en) par Hiroshi Abe. Il présente une orbite caractérisée par un demi-grand axe de 2,34 UA, une excentricité de 0,27 et une inclinaison de 23,3° par rapport à l'écliptique.

## Compléments